# Капіталізм
Капіталі́зм — суспільний лад, економічна система виробництва та розподілу, заснована на принципах приватної власності, особистої ініціативності, ефективності використання наявних ресурсів, максимізації прибутку (капіталу). 
Людвіг фон Мізес, один з найбільш відомих представників Австрійської школи економіки писав:
За капіталізму кожен є архітектором свого добробуту. p. 100

Капіталісти мають тенденцію рухатися в ті країни, де є багато робочої сили і де вона оплачується розумно. І тим, що вони приносять капітал у ці країни, вони спричиняють тенденцію до підвищення ставок заробітної плати. 
В іншому визначенні під капіталізмом розуміється суспільство, в якому існують такі риси, що виступають всеохопним принципом не тільки економічних, але і політичних та інших вимірів суспільних відносин: наявність приватної власності (включно на засоби виробництва); метою господарювання є максимізація доходів і користі; господарська діяльність здійснюється завдяки ринкам і системі цін. Мануфактури, поділ праці, машинне виробництво є похідними від капіталізму формами і не відображають його сутність.
Сутність капіталізму в економічному стимулі до праці — кожна людина має право продавати роботодавцю свою робочу силу. В ідеалі основний принцип капіталізму — laissez-faire (дозвольте робити), хоча чистого капіталістичного суспільства ніколи не існувало — держава завжди накладала обмеження на ринок і зберігала за собою право як накладати обмеження на виробничі відносини, так і застосовувати неекономічний примус. У сучасних капіталістичних країнах держава бачить свою роль у встановленні законодавчої бази та юридичних рамок, в яких здійснюється виробництво і торгівля.
Капіталізм заснований на способі розподілу, при якому продукт виробництва належить капіталісту — власнику засобів виробництва.
Капіталізм протиставляється централізовано планованій економіці. Історично, капіталізм, як спосіб виробництва, прийшов на заміну феодалізму.

## Етимологія
Термін «капіталізм» походить від капіталу, який в свою чергу є похідним від латинського слова лат. capitalis, від прото-індоєвропейського kaput — голова, оскільки статок людини в давнину оцінювався кількістю голів худоби.
Адам Сміт, батько капіталістичного мислення, ніколи не вживав цього слова, описуючи економічну систему, що здавалася йому досконалою, як систему природної свободи.
Слово капіталіст вперше зустрічається в «Подорожі у Францію» Артура Янга, що побачила світ у 1792 році. Слово капіталізм вперше вжив Текерей у 1854 році. Карл Маркс і Фрідріх Енгельс вживали термін капіталістичний спосіб виробництва. У першому томі «Капіталу» (1867) термін капіталізм зустрічається тільки двічі.
Перше використання слова капіталізм у сучасному сенсі системи виробництва було в книзі Вернера Зомбарта «Євреї та сучасний капіталізм» 1902 року.

## Політична економія капіталізму

### Класична політекономія

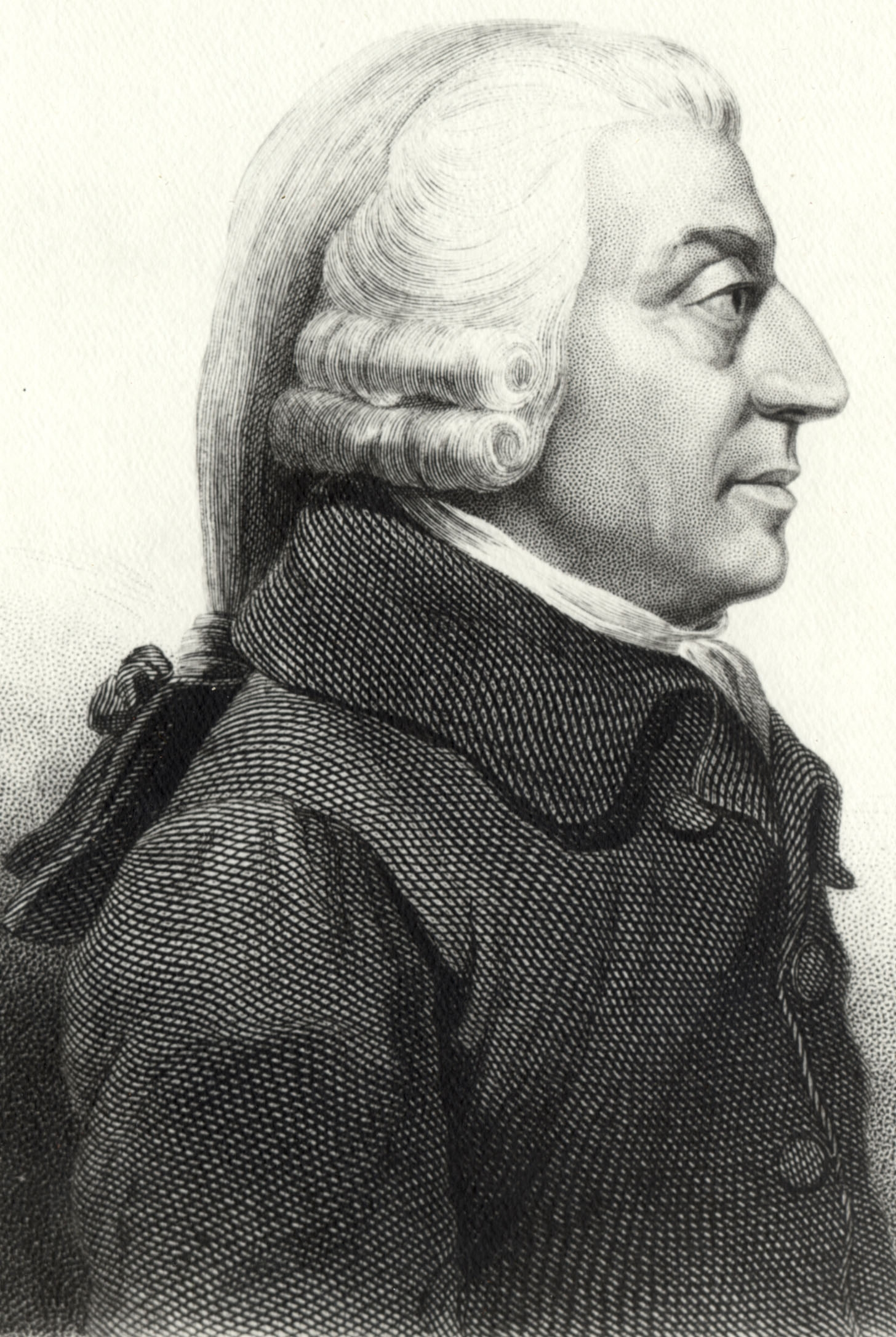
Адам Сміт — шотландський економіст XVIII ст., один із засновників класичної політекономії.

Класична політична економія виникла в Британії наприкінці XIX століття. Її представники: Адам Сміт, Давид Рікардо, Джон Стюарт Мілль, Жан-Батіст Сей, дали аналіз виробництва, розподілу й обміну товарами в умовах ринку, заклавши основи для подальшого вивчення.
Початком класичної політичної економії вважається книга Адама Сміта «Багатство націй» (1776), в якій він засуджував меркантилізм і пропагував ідею «системи природної свободи». Сміт розробив низку ідей, які продовжують асоціюватися з капіталізмом донині, зокрема ідею невидимої руки ринку, що змушує мимоволі створювати загальне добро, переслідуючи особисті інтереси. Сміт змушений був наполягати на цих ідеях, щоб побороти популярний в ті часи дух меркантилізму. Він критикував монополії, тарифи, мито та інші накладені державою обмеження, вірячи, що ринок найсправедливіший і найефективніший суддя. Погляди Сміта розділяв Рікардо. У книзі «Принципи політичної економії та оподаткування» він сформулював закон порівняльної переваги, який пояснював чому вигідно торгувати навіть тоді, коли одна із сторін ефективніша щодо виробництва усіх типів товарів.
Рікардо також підтримував закон Сея й вірив, що повна зайнятість є нормальним рівноважним станом у конкурентній економіці. На його думку, інфляція сильно співвідноситься з кількістю грошей і кредитом, й був прихильником закону зменшення доходності, за яким додаткові затрати приносять дедалі менше результатів.
Погляди класичної політекономії перекликаються з доктриною класичного лібералізму, яка закликала до мінімального втручання уряду в економіку, хоча й не заперечувала проти державного виробництва незначної кількості базових громадських вартостей.

### Марксистська політекономія

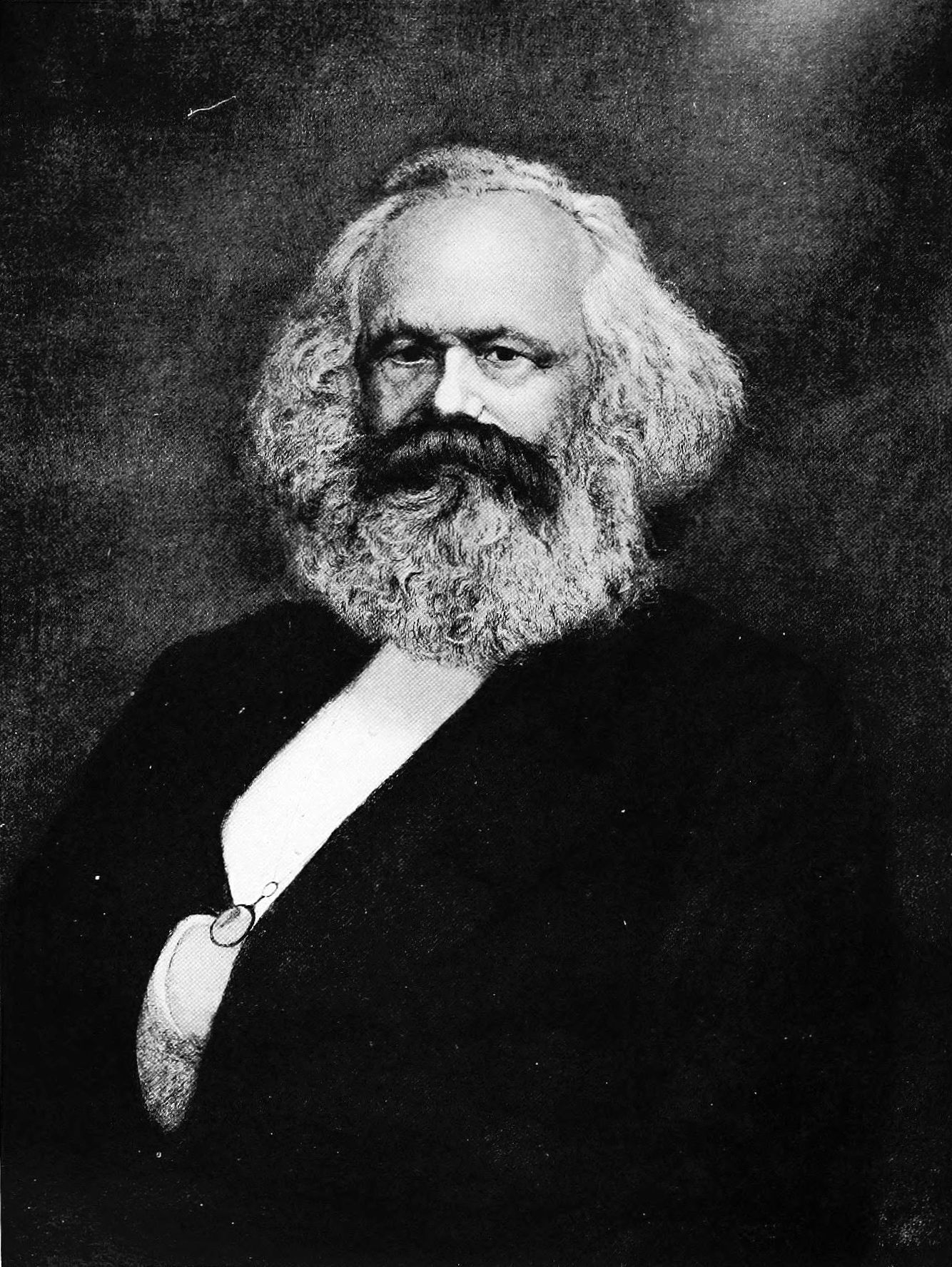
Карл Маркс — німецький філософ XIX ст.

Марксизм вважає капіталізм найвищою стадією розвитку суспільства із антагоністичним способом виробництва. Головне протиріччя капіталізму марксизм убачає в несумісності суспільного характеру виробництва при капіталізмі й приватної власності, яка лежить в основі капіталістичної системи розподілу. Розв'язання цього протиріччя марксизм бачить у соціалістичній революції, результатом якої буде встановлена суспільна власність на засоби виробництва і комуністичний принцип розподілу — від кожного за його здібностями, кожному — за потребами.
Карл Маркс розрізняв споживчу вартість продукту й товарну вартість. При капіталізмі праця теж стає товаром, робітник продає свою робочу силу. Різниця між товарною вартістю виробленого робітником продукту й вартістю його робочої сили складає додаткову вартість, яка експропріюється власником засобів виробництва — капіталістом. За Марксом капіталізм породжує свого могильника — промисловий робітничий клас.
Маркс вказав на кризи надвиробництва як на фундаментальну ваду ринкової економіки.
У своїй роботі «Імперіалізм, як найвища стадія капіталізму», Ленін дав означення монополізму, який він ототожнює з імперіалізмом, стверджуючи, що це нова стадія розвитку капіталізму, яка характеризується експортом капіталу на противагу експорту товарів.

### Політична соціологія Вебера

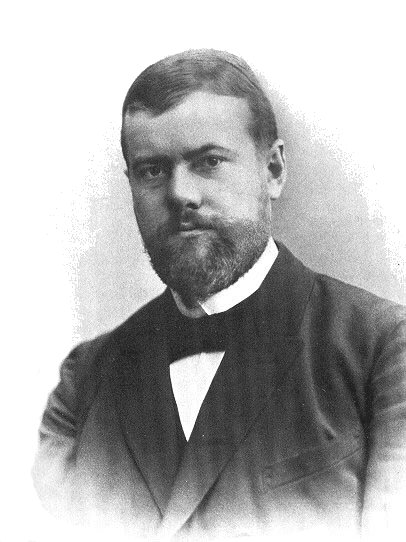
Макс Вебер — німецький соціолог XIX—XX ст.

Макс Вебер вважав визначальною рисою капіталізму товарний ринковий обмін, а також раціоналізацію виробництва з метою досягнення максимальної ефективності й продуктивності. На думку Вебера робітники в докапіталістичних економіках ставилися до роботи як до особистих стосунків між майстром і підручним у цеху, або поміщиком і селянином у маєтку.
Для Вебера західний капіталізм є раціональною організацією формальної вільної праці.
Основні ідеї Вебера відносно капіталізму викладено у його класичній праці 1905 р. «Протестантська етика і дух капіталізму» (нім. Die protestantische Ethik und der Geist des Kapitalismus).

### Німецька історична та Австрійська школи
Німецька історична школа в першу чергу визначає капіталізм через організацію виробництва для ринку. Хоча такий підхід має спільні теоретичні корені з Вебером, у рамках цього підходу наголос на ринок і грошові позики робиться в іншому аспекті. Для послідовників німецької історичної школи основна відмінність капіталізму від традиційного способу виробництва у переході від середньовічних обмежень на кредит і гроші до сучасної грошової економіки, а також наголосі на мотиві зиску.
Наприкінці 19-го століття від німецької історичної школи відділилися Австрійська економічна школа, яка мала великий вплив на економічне мислення впродовж 20-го століття. Австрійський економіст Йозеф Шумпетер підкреслював ідею властивого капіталізму «креативного руйнування», тобто того факту, що ринкові економіки весь час змінюються. У будь-яку мить є галузі промисловості, що підіймаються, й галузі промисловості, що занепадають. Шумпетер, як і багато сучасних економістів, вважав, що ресурси повинні перепливати із тих галузей, що занепадають, у ті, що розвиваються, хоча економісти визнають, що відтік ресурсів від усталених виробництв зустрічає опір з боку інституцій.

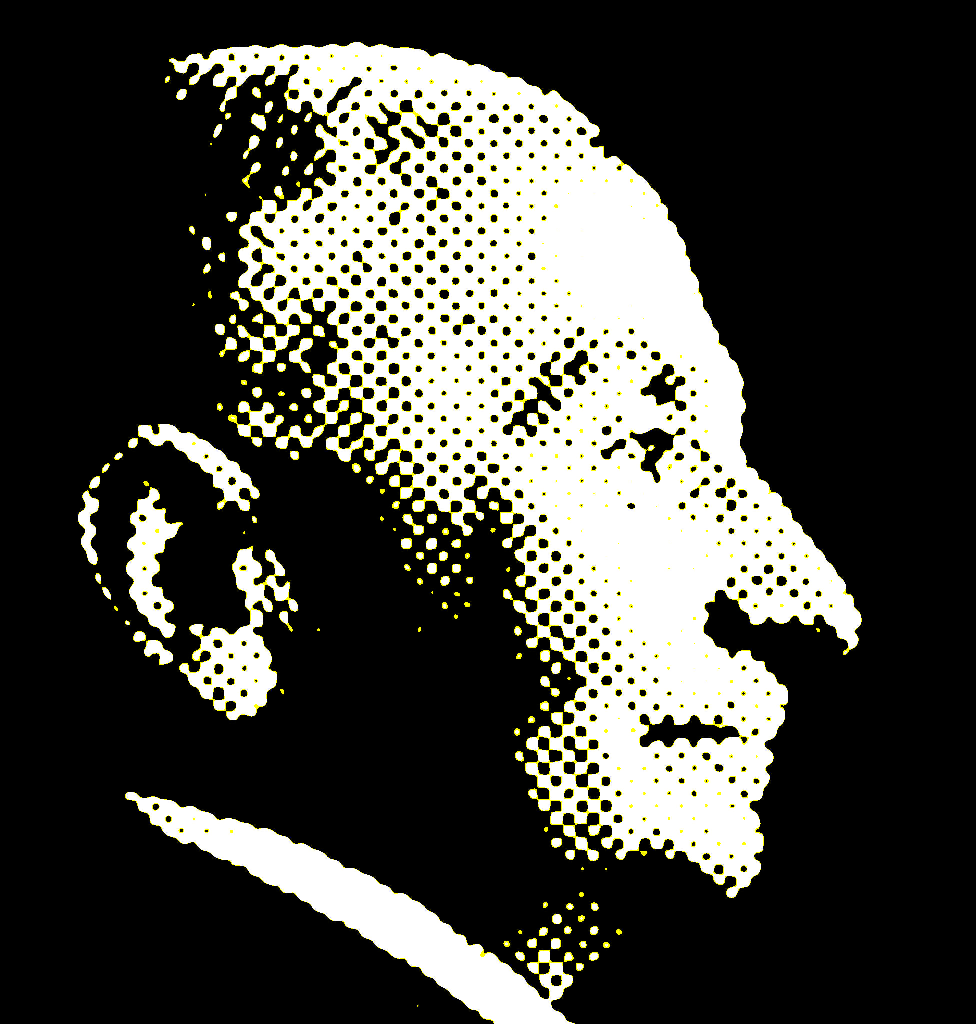
Людвіг фон Мізес, австрійський і американський економіст XX ст.

Економісти Австрійської школи Людвіг фон Мізес та Фрідріх Гаєк були провідними захисниками ринкового капіталізму проти тих, хто виступав за централізовано плановану економіку. Мізес та Гаєк стверджували, що тільки ринковий капіталізм може впоратися зі складною структурою сучасної економіки. Оскільки сучасна економіка виробляє такий широкий асортимент товарів та послуг і складається з великої кількості споживачів та підприємств, на думку Мізеса й Гаєка інформаційні проблеми, що постали б перед будь-якою іншою формою економічної організації, перевищують можливості обробки такого обсягу інформації. Прихильники школи економіки постачання, збудованої на принципах австрійської школи, підкреслюють закон Сея: «постачання створює попит». Для цієї школи капіталізм — це відсутність державних обмежень на свободу рішень виробників.
Людвіг фон Мізес відводить визначну роль ідеям економістів у Промисловій революції: «Те, що зазвичай називають „промисловою революцією“, є продуктом ідеологічної революції, спричиненою вченнями економістів. Економісти розірвали старі кайдани: що є нечесним і несправедливим здолати конкурента, виробляючи товари дешевше і якісніше; не можна відмовлятися від традиційних способів виробництва; машини — зло, тому, що спричинюють безробіття; однією із задач цивільного уряду є не допускати збагачення здібних бізнесменів і захищати менш здібних від конкуренції більш здібних; обмеження свободи підприємців за допомогою державного стримування або примусу зі сторони інших громадських сил є засобом для забезпечення добробуту нації. Британська політична економія і французька фізіократія були локомотивами сучасного капіталізму. Саме вони зробили можливим розвиток прикладних природничих наук на благо широких мас.»

В своїй книзі «Людська діяльність» Людвіг фон Мізес пише про капіталізм наступне
Характерною ознакою економічної історії за капіталізму є невпинний економічний прогрес, постійне збільшення кількості доступних капітальних благ і безперервна тенденція до покращення загального рівня життя (р.562).
Перші промисловці здебільшого були чоловіками, які походили з тих самих соціальних верств, з яких походили їхні робітники. Вони жили дуже скромно, витрачали лише частину заробітку на домашнє господарство, а решту вкладали в бізнес (р.617).
Нещодавно демагоги звинувачували капіталізм у бідності мас. Сьогодні вони радше звинувачують капіталізм у «достатку», який він дарує звичайній людині (р.859).
Капіталізм дав світові те, чого він потребував, — вищий рівень життя для постійно зростаючої кількості людей (р.864).
Ми не стверджуємо, що капіталістичний спосіб економічного розрахунку гарантує абсолютно найкраще рішення щодо розподілу факторів виробництва. Такі абсолютно досконалі рішення будь-якої проблеми є недосяжними для смертних людей. Те, до чого може призвести функціонування ринку, не підірваного втручанням примусу і тиску, є лише найкращим рішенням, доступним людському розуму при даному стані технологічних знань та інтелектуальних здібностей найпроникливіших людей нашої епохи (р.701).

Ринкова економіка не потребує апологетів і пропагандистів. Вона може застосувати до себе слова з епітафії сера Крістофера Рена в соборі Святого Павла: Si monumentum requiris, circumspice. [Якщо ви шукаєте його пам'ятника, озирніться навколо] (р.850).
Людвіг фон Мізес пропагував виключну роль капіталістичного способу виробництва
Характерною рисою капіталізму, що відрізняє його від докапіталістичних способів виробництва, став новий принцип маркетингу. Капіталізм — це не просто масове виробництво, а масове виробництво для задоволення потреб мас (р.9).
Капіталізм або ринкова економіка — це система суспільної кооперації та розподілу праці, яка базується на приватній власності на засоби виробництва (р.20).
Капіталізм — це, по суті, система масового виробництва для задоволення потреб мас. Він виливає ріг достатку на звичайну людину. Він підняв середній рівень життя до висоти, про яку навіть не мріяли в попередні епохи. Він зробив доступними доступними для мільйонів людей задоволення, які ще кілька поколінь тому були доступні лише вузькому колу еліти (р.49).
Багато піонерів цих промислових змін, це правда, стали багатими. Але вони здобули своє багатство, постачаючи громадськості автомобілі, літаки, радіоприймачі, холодильники, рухомі та розмовляючі картини, а також різноманітні менш вражаючі, але не менш корисні інновації. Ці нові продукти, безумовно, не були досягненням офісів і бюрократів (р. 9).
Розвиток капіталізму полягає в тому, що кожен має право обслуговувати споживача краще та/або дешевше (р. 5).
Немає жодної західної капіталістичної країни, в якій умови життя мас не покращилися б у безпрецедентний спосіб (р.13).
Незважаючи на антикапіталістичну політику всіх урядів і майже всіх політичних партій, капіталістичний спосіб виробництва все ще виконує свою соціальну функцію, забезпечуючи споживачів більшою кількістю якісніших і дешевших товарів (р. 15).
Природі капіталістичної економіки притаманне те, що в кінцевому підсумку використання факторів виробництва спрямоване лише на задоволення бажань споживачів (р.176).
Отже, капіталістичний суспільний лад є економічною демократією в найсуворішому розумінні цього слова. В остаточному підсумку, всі рішення залежать від волі людей як споживачів. Таким чином, щоразу, коли виникає конфлікт між поглядами споживачів і бізнес-менеджерів, ринковий тиск гарантує, що погляди споживачів врешті-решт перемагають (р.178).
Буркотуни можуть звинувачувати західну цивілізацію в матеріалізмі і стверджувати, що вона не приносить задоволення нікому, окрім невеликого класу жорстоких експлуататорів. Але їхні нарікання не можуть стерти з лиця землі факти. Мільйони матерів стали щасливішими завдяки зниженню дитячої смертності. Зникли голодомори та приборкані епідемії. Середньостатистична людина живе в більш задовільних умовах, ніж її предки або її побратими в некапіталістичних країнах. І не можна відкидати як суто матеріалістичну цивілізацію, яка дає можливість практично кожній людині насолоджуватися симфонією Бетховена у виконанні оркестру під керівництвом видатного майстра (р.334).
Капіталістична система виробництва — це економічна демократія, в якій кожна копійка дає право голосу. Споживачі — це суверенний народ. Капіталісти, підприємці та фермери — це народні обранці. Якщо вони не підкоряються, якщо вони не здатні виробляти за найнижчою ціною те, що просять споживачі, вони втрачають свої посади. Їхнє завдання — служити споживачеві. Прибуток і збиток — це інструменти, за допомогою яких споживачі тримають під жорстким контролем усю бізнес-діяльність (рр. 21-22).
Слово «капіталізм» виражає для нашої епохи сукупність всього зла. Навіть противники соціалізму переймаються соціалістичними ідеями (р.15).
У капіталістичному суспільстві є місце і хліб для всіх. Його здатність розширюватися забезпечує прожиття для кожного робітника. Постійне безробіття не є характерною рисою вільного капіталізму (р.286).
Socialism, p. 286
Всі розмови про так званий невимовний жах раннього капіталізму можна спростувати однією статистикою: саме в ці роки, в які розвивався британський капіталізм, саме в епоху, яку називають промисловою революцією в Англії, в роки з 1760 по 1830, саме в ці роки населення Англії подвоїлося (р.7).
Ринкова економіка — капіталізм — це соціальна система, в якій панує споживач (р.233).
Капіталізм не потребує ні пропаганди, ні апостолів. Його досягнення говорять самі за себе. Капіталізм доставляє блага (р.242).

Австрійська школа стверджує, що Маркс не розрізняв капіталізм і меркантилізм — сплутав імперіалістичні, колонізаторські, протекціоністські і інтервенціоністські доктрини меркантилізму з капіталізмом.
Австрійська школа вплинула на ідеологію лібертаріанства, що вважає ідеалом принцип laissez-faire.

### Кейнсіанство

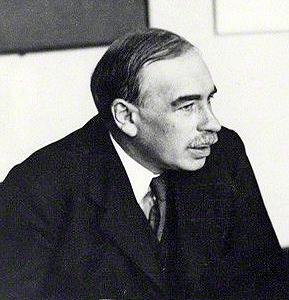
Джон Мейнард Кейнс, англійський економіст XX ст.

У книзі 1936 року «Загальна теорія зайнятості, інтересу та грошей» британський економіст Джон Мейнард Кейнс висловив ідею, що капіталізму властива фундаментальна вада, пов'язана із здатністю відновлюватися після періодів спаду в інвестиційній активності. Кейнс стверджував, що капіталістична економіка може залишатися в стані постійної рівноваги, незважаючи на високий рівень безробіття. Відкидаючи закон Сея, він говорив, що дехто з людей віддає перевагу ліквідності, а тому радше накопичуватиме гроші, ніж купувати нові товари й послуги, у зв'язку з чим виникала перспектива, що Велика депресія не завершиться без «до певного ступеня кардинальної соціалізації інвестицій».
Кейнсіанство заперечувало думку про те, що збудована за принципом laissez-faire економіка може впоратися з проблемами сама без втручання з боку держави, яке б заохотило сукупний попит, зменшуючи високий рівень безробіття та інфляції, які спостерігалися впродовж 30-х років. Кейнсіанці рекомендували як метод боротьби проти рецесії дефіцитні витрати: зменшення податків, збільшення державних позик та витрат. При цьому повинен здійснюватися загальнонаціональний контроль за заробітними платами, інструментом якого є інфляція, що підриває рівень реальних зарплат і запобігає приховуванню грошей. Кейнс намагався знайти вирішення багатьох проблем, поставлених Марксом, не відходячи від принципів класичної економіки. У своїх роботах він показував, що регулювання може бути ефективним, і що економічні стабілізатори можуть стримувати періоди агресивного росту й агресивного падіння. Прибічники Кейнса стверджують, що запропоновані ним заходи були однією з головних причин, завдяки яким капіталізм зміг відновитися після Великої депресії. Проте проти положень кейнсіанства виступають прихильники неокласичної та австрійської шкіл.
Колега Кейнса П'єро Сраффа та нео-рікардійська школи на основі детального технічного аналізу продемонстрували, що динамічна нестабільність в соціально-економічних відносинах виникає завдяки властивій капіталу тенденції прагнути найвищої норми прибутку, що заперечує ідеї кейнсіанства.

### Неокласична економіка і чиказька школа

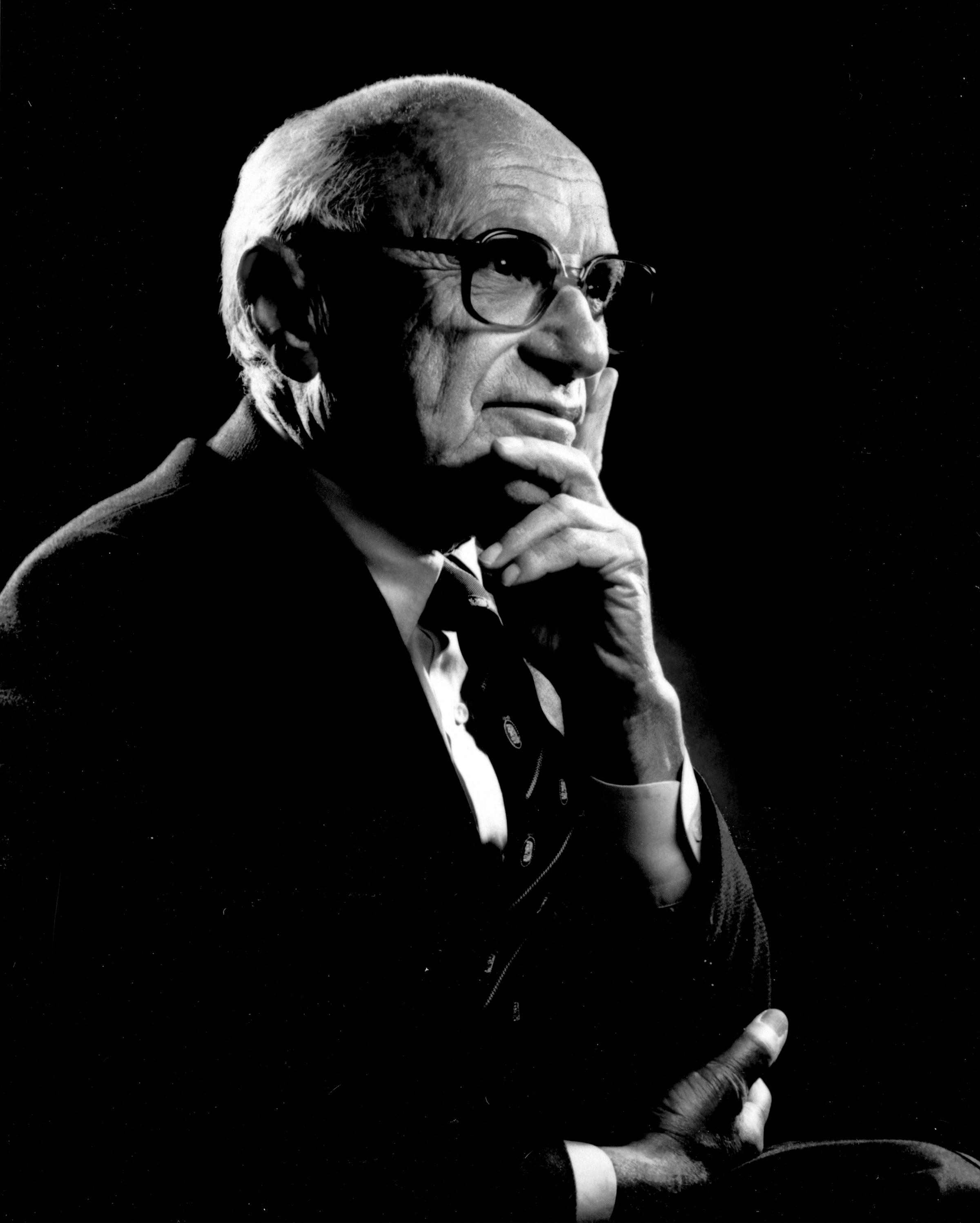
Мілтон Фрідман, американський економіст XX ст., засновник Чиказької школи

У наш час більшість академічних досліджень капіталізму в англомовному світі притримується підходу неокласичної економіки. Вона віддає перевагу ринковій координації і порівняно нейтральному регулюванню з боку уряду, спрямованому на забезпечення права власності, дерегульованому ринку праці, управлінню корпораціями, в якому основну роль відіграють фінансові власники, та фінансовій системі, що в основному ґрунтується на фінансуванні через ринок капіталу на противагу державному фінансуванню.
Мілтон Фрідман взяв за основу принципи, розроблені Адамом Смітом і класичною економікою, й надав їм нового звучання. Його роботи заклали основу політики приватизації державних підприємств та загалом економічній політиці Рональда Рейгана й Маргарет Тетчер.
Чиказька школа економіки відома захистом принципів вільного ринку й монетаристськими ідеями. На думку Фрідмана й інших монетаристів ринкові економіки внутрішньо стабільні, якщо їх залишити самих на себе, а спади — це результат державного втручання. Наприклад, Фрідман вважає Велику депресію наслідком скорочення грошової пропозиції з боку Федеральної резервної системи, а не в недостатніх інвестиціях, як стверджував Кейнс.
Неокласична економіка вважає цінності суб'єктивними, різними для різних людей і для однієї людини в різний час, а тому відкидає трудову теорію вартості. Маржиналізм притримується думки, що економічна вартість є результатом маржинального продукту й маржинальної вартості. Прихильники цієї теорії розглядають зиск капіталіста як результат виходу за межі сучасного йому споживання, ризику й організації виробництва.

## Історія капіталізму
Капіталізм виник та утвердився спочатку в Європі впродовж XV—XIX століть.

### Передісторія
Фернан Бродель знаходить перші ознаки капіталістичних відносин ще в XI-му столітті, коли в Європі як гриби після дощу почали виростати міста. Панівним середньовічним способом виробництва було натуральне господарство — система господарювання, за якої кожне помістя виробляло майже всі необхідні для свого існування продукти. Виникнення міст означало утвердження нового поділу праці, а також статус вільних людей для їхніх мешканців. Статус міст був закріплений в континентальній Європі магдебурзьким правом, яке звільняло їх від управління та суду феодала. Водночас у Європі складалася торгова система, віхами якої були Ганза та Шампанські ярмарки.
До початку XIII століття в Європі стався демографічний вибух. Населення Франції, наприклад, зросло до 18—20 млн. Стрімкий ріст населення зустрівся з обмеженням на сільськогосподарське виробництво. Спочатку Великий голод, а потім Чорна смерть призвели до значного зменшення населення й стали передумовами виникнення суспільства нового типу. Наслідком знелюднення стали розвал кріпацтва — землевласники приваблювали селян-орендарів на свої землі, та процес обгороджування. Карл Маркс описував ці явища, як відчуження виробника від засобів виробництва. У результаті селянська земля перетворилася в поміщицький капітал.

### Кінець середньовіччя
З розпадом феодального ладу, торгівля зросла не тільки між містами та селами, але й між державами. Погляди людей почали змінюватися особливо після винайдення друкарського верстата. Вплив середньовічної католицької церкви почав слабшати. Власне він був основною перепоною на дорозі розвитку економічного ладу. Однак цікаво, що саме при кінці середньовіччя серед католицької форми християнства вже розросталися групи капіталістичної торгівлі, виробництва та банківської справи. Приклад цього можна було побачити у таких католицьких містах, як Венеція (Італія), Аугсбург (Німеччина) та Антверпен (Фландрія, нинішня Бельгія)
Новий поштовх піднесенню капіталізму дала Доба великих географічних відкриттів та постання в її результаті колоніальних імперій. Антверпен перетворився на центр світової торгівлі, тут виникла перша біржа. Секрет раптового піднесення Антверпену був простий —  у ньому знайшли притулок заможні підприємці- протестанти, які рятувалися від переслідування інквізиції, а також португальські єврейські банкіри —  марани. Всі вони не були зв’язані  суворими  релігійними  обмеженнями  щодо  фінансових послуг і отримання прибутку. Так необхідні умови для розквіту Антверпену одночасно виявилися в одному місці. Мабуть, саме в цьому місті зародився фінансовий капіталізм, щоб потім розквітнути в Амстердамі й Лондоні.
 Одинаки-капіталісти почали перетворюватися на окремий суспільний клас — буржуазію..
У XVI сторіччі вибухнула протестантська Реформація. Хоча було б перебільшенням казати, що Реформація створила капіталізм, з неї таки вийшли ідеї, що безперечно наголошували на ньому. Передусім кальвінізм зняв із законного торговельного прибутку пляму «лихварства». Крім того, деякі протестантські вчення спонукали людей тяжко працювати, аби мати успіх у житті і таким чином довести, що вони належать до «обраних». Вони вважали, що успіх торгівлі був ознакою Божого благословення. Результатом цього майно стало готовим «капіталом» для вкладу в подальше крамарство. Таким чином протестантська етика, що приписує тяжко трудитися, фактично, сприяла поширенню капіталізму.
Не дивно, що капіталістична економіка розвинулась скоріше у протестантських країнах, а не католицьких. Однак католицька церква швидко надолужила втрачене. Вона дозволила капіталізм у тих країнах, де мала великий вплив, таким чином сама обернулась у заможну капіталістичну організацію.
Безсумнівно, капіталізм мав перевагу над феодалізмом зокрема тим, що дав більшої свободи робітничому класу. Однак в капіталізмі теж була велика несправедливість. Прірва між багатими та бідними розширювалась. З одного боку капіталізм здійснював експлуатацію робітників призвів до класової боротьби, з другого — утворив велике суспільство споживачів у деяких країнах із високим матеріальним достатком.

## Аргументи на користь капіталізму

### Темпи економічного зростання

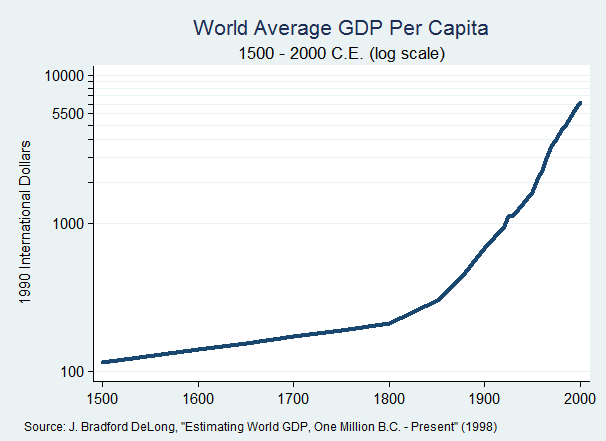
Прискорення зростання ВВП на душу населення з початку промислової революції. Логарифмічний масштаб — прямі відрізки означають експоненційне зростання.

Багато теоретиків та політиків з капіталістичних країн підкреслюють можливості капіталізму щодо стимулювання економічного зростання, виміряного валовим внутрішнім продуктом (ВВП), завантаження виробничих потужностей і рівня життя. Це було центральним аргументом, наприклад, для Адама Сміта, щоб дозволити вільному ринкові контроль виробництва і цін, а також розподіл ресурсів. Багато теоретиків зазначають, що це зростання світового ВВП за часом збігається з появою сучасної світової капіталістичної системи.
В 1000—1820 роках світова економіка зросла у шість разів, або, перераховуючи на одну людину, на 50 %. Після широкого поширення капіталізму, в 1820—1998 роках світова економіка зростала у 50 разів, а в перерахунку на одну людину в 9 разів. У переважно капіталістичних економічних регіонах, таких як Європа, США, Канада, Австралія та Нова Зеландія, економіка виросла в 19 разів на одну людину, хоча ці країни вже мали більш високий стартовий рівень. В Японії, яка в 1820 році була бідною країною, цей ріст становив аж 31 разів, тоді як в решті світу зростання на людину було лише п'ятикратне.
Прихильники вважають емпірично доведеним, що зростання ВВП на душу населення призводить до підвищення рівня життя, наприклад підвищення доступності продовольства, житла, одягу та медичної допомоги. Зниження кількості робочих годин на тиждень, зменшення частки дітей і літніх людей у складі робочої сили також приписуються капіталізмові.
Прихильники також стверджують, що капіталістична економіка пропонує набагато більше (ніж інші економічні форми) можливостей для індивіда, щоб підняти доходи за рахунок освоєння нових професій або створення власного бізнесу. Вони вважають, що цей потенціал набагато більший, ніж при традиційній феодальній або племінній організації чи в соціалістичному суспільстві.
Людвіг фон Мізес в своїй книзі "Economic Freedom and Interventionism" пише:
Звикнувши до умов капіталістичного середовища, пересічний американець сприймає як належне той факт, що щороку бізнес продукує для нього щось нове і більш доступне. Озираючись на роки свого життя, він усвідомлює, що багато знарядь праці, які були абсолютно невідомі за часів його молодості, а також багато іншого, що в той час було доступно лише незначній меншості, зараз є стандартним обладнанням майже кожного домогосподарства. Він повністю впевнений, що ця тенденція переважатиме і в майбутньому. Він просто називає це «американським способом життя» і не замислюється над питанням, що зробило можливим таке безперервне поліпшення постачання матеріальних благ.

### Політичні свободи
Мілтон Фрідман стверджував, що економічна свобода капіталізму є необхідною умовою політичної свободи. Ця думка часто повторювалася іншими, наприклад, Ендрю Бреннаном та Рональдом Рейганом. Фрідман заявив, що централізоване керування господарською діяльністю завжди супроводжується політичними репресіями. На його думку, діяльність в умовах ринкової економіки є добровільною, а велика різноманітність до якої призводить добровільна активність є основною загрозою для репресивних політичних лідерів і значно зменшує можливості примусу. Точку зору Фрідмана також поділяли Фрідріх Гаєк і Джон Мейнард Кейнс, обидва вважали, що капіталізм є життєво важливим для процвітання свободи.

### Самоорганізація
Економісти австрійської школи стверджували, що капіталізм може організуватись у складні системи без зовнішнього керівництва або центрального механізму планування. Фрідріх Гаєк вважав явище самоорганізації фундаментом капіталізму. Ціни служать сигналом про нагальні і незадоволені бажання людей, а можливість прибутку дає підприємцям стимул для використання їх знань і ресурсів, щоб задовольнити ці потреби. Таким чином координується діяльність мільйонів людей, кожен з яких дбає про свій власний інтерес.

## Критика капіталізму

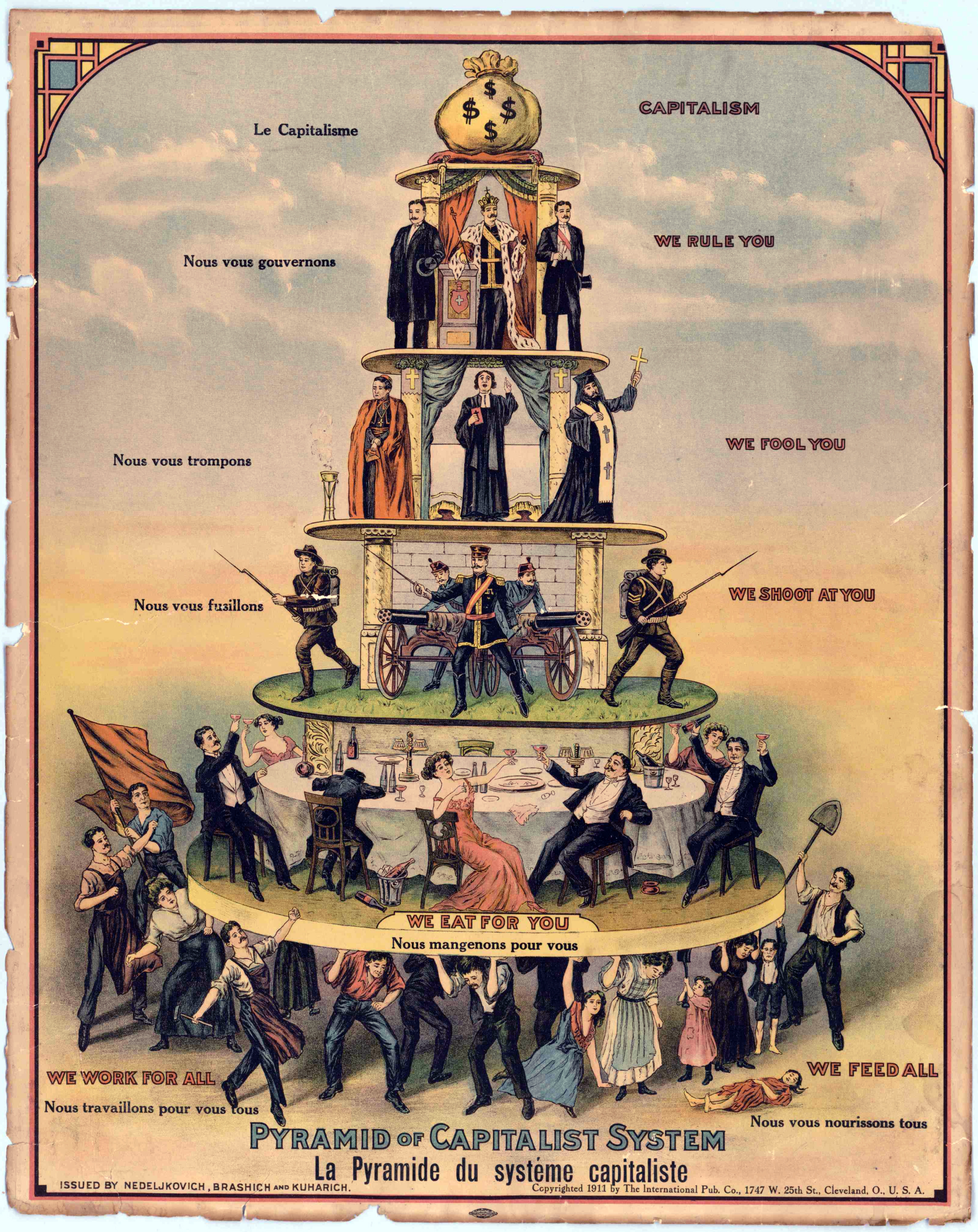
Плакат профспілки Індустріальні робітники світу (1911)

Критики капіталізму пов'язують його з соціальною нерівністю, несправедливим розподілом багатства і влади, тенденцією до монополізації або олігополізації ринку (і влади олігархів), імперіалізмом, контрреволюційними війнами і різними формами економічної та культурної експлуатації, а також, з репресіями супроти робітників і профспілок, соціальним відчуженням, економічною нерівністю, безробіттям та економічною нестабільністю. Індивідуальне право власності також пов'язується з трагедією антиспільнот. Як зазначав Михайло Туган-Барановський:
- велика приватна власність породжує неорганізованість національного виробництва, що у свою чергу перешкоджає реалізації національних інтересів;
- капіталізація значної частини національного прибутку обумовлює бідність та низький рівень споживання більшої частини населення;
- накопичення капіталу передбачає привласнення додаткового продукту структурами, що не беруть безпосередньої участі у виробництві. Таким чином виробники втрачають частину продукту, який вони створюють;
- капіталістичне виробництво спирається на зовнішній ринок, який гарантує більш високі прибутки. При цьому на внутрішньому ринку може існувати дефіцит товарів, що йдуть на експорт і, відповідно, висока ціна на них[33].

Активними критиками капіталізму є соціалісти, анархісти, комуністи, націонал-соціалісти, соціал-демократи, технократи, деякі течії консерваторів, луддитів, народників, шейкерів і націоналістів.
Марксисти виступають за революційне повалення капіталізму, що привело б до соціалізму, перш ніж урешті-решт перетворитися на комунізм. Багато соціалістів вважають капіталізм ірраціональним, оскільки виробництво та напрямки розвитку економіки є незапланованими, створюючи багато невідповідностей та внутрішніх суперечностей. Дослідники трудового руху, такі як Іммануїл Валлерстайн, стверджували, що невільницька праця — рабів, ув'язнених та інша примусова праця — є сумісною з капіталістичними відносинами.
Багато аспектів капіталізму потрапили під атаку антиглобалістського руху, який виступає, в першу чергу, проти корпоративного капіталізму. Енвайронменталісти стверджують, що капіталізм вимагає безперервного економічного зростання, і, що він неминуче руйнує обмежені природні ресурси Землі.
Багато релігій критикують чи виступають проти конкретних елементів капіталізму. Традиційні юдаїзм, християнство та іслам забороняють позичання грошей під відсотки, хоча були розроблені альтернативні банківські методи.[джерело?] Деякі християни критикують капіталізм за його матеріалістичний підхід та нездатність нести відповідальність за добробут всіх людей.